# Mohammad Saufi Mat Senan
Mohammad Saufi Mat Senan (né le 10 octobre 1990) est un coureur cycliste malaisien.

## Palmarès et résultats

### Palmarès par année
- 2009
  - 3e du Tengku Mahkota Pahang Trophy
- 2012
  - 4e étape du Tour de Thaïlande
  - 2e étape du Tour de Hainan
  - 3e du championnat de Malaisie du contre-la-montre

### Classements mondiaux
| Année         | 2012 | 2013 | 2014 | 2015 | 2016 | 2017 |
| ------------- | ---- | ---- | ---- | ---- | ---- | ---- |
| UCI Asia Tour | 106e | 49e  | 388e |      |      | 474e |